# Konsularne funkcje wprowadzające
Konsularne funkcje wprowadzające – funkcje, jakie pełni pierwszy konsul honorowy na danym obszarze (miasto i region). Pierwsza osoba, która dostąpi zaszczytu sprawowania funkcji konsula, staje się przewodnikiem, opiniuje, pomaga, wspiera i inicjuje zachowania innych potencjalnych chętnych do przyjęcia na siebie zaszczytu reprezentowania innych państw.
Przykład:
Z racji pierwszeństwa powstania w regionie kujawsko-pomorskim, Konsul Peru w Toruniu pełni "konsularne funkcje wprowadzające" dla wszystkich nowych placówek w całym regionie kujawsko-pomorskim, a także w innych miastach. Ambasady państw tworzących kolejne konsulaty powstające w Toruniu (Słowenia, Litwa, Hiszpania...) zasięgają opinii, często także proszą o wsparcie kandydatów. Przestrzeganie skomplikowanych procedur przygotowania, staranie się o przyznanie funkcji czy ograniczony czas na jego otwarcie - wymagają takiego wsparcia.